# Bill Nicholson (motociclista)
Bill Nicholson   (Belfast, p. dècada del 1920 - p. segle XXI) va ser un pilot de motociclisme nord-irlandès que va destacar en competicions de motocròs i trial durant les dècades del 1940 i 1950, sempre com a pilot oficial de BSA. El 1947 formà part de l'equip estatal britànic que guanyà la primera edició del Motocròs de les Nacions i, durant anys, va guanyar curses estatals i internacionals de renom d'aquesta modalitat, com ara el Gran Premi d'Itàlia de 500cc del 1950. Però fou la modalitat del trial la què més èxits li va reportar al llarg de la seva carrera, entre ells dues victòries al British Experts Trial (1950 i 1954), cinc a l'Scott Trial (1946-1947 i 1949-1951) i dues al campionat britànic (1951-1952).
Nicholson fou un dels principals responsables del desenvolupament de les BSA de fora d'asfalt. El 1946, després de quedar segon amb la seva BSA particular darrere del principal pilot de la marca, Fred Rist, al Colmore Cup Trial (una important prova que anava de Stratford-upon-Avon a Winchcombe), l'empresa el va fitxar per a competir en trial i motocròs. De seguida, Nicholson va crear un nou bastidor tubular de doble bressol per a la seva moto de trial que va demostrar ser molt superior a l'original. Poc després, amb l'ajuda dels seus amics irlandesos els germans McCandless, inventors de la suspensió posterior de doble amortidor hidràulic amb basculant, va adaptar aquest nou tipus de suspensió a la seva BSA B29 de motocròs. El resultat fou tan reeixit que l'empresa va fer servir des d'aleshores aquell nou bastidor en tots els seus models de gran cilindrada, incloent-hi la famosa BSA Gold Star.
Al cap dels anys, Bill Nicholson va abandonar BSA i va entrar a treballar com a dissenyador a Jaguar, on va participar en el desenvolupament dels models E-Type i S-Type, així com en el dels models de curses. Més tard va muntar una botiga-taller a Northampton on venia i preparava automòbils MG per a competició. Malgrat haver de tancar aquell taller, Nicholson va continuar com a preparador autònom de cotxes MG durant la resta de la seva vida.

## Palmarès
- 2 campionats britànics de trial (1951-1952)
- 5 victòries al Scott Trial (1946-1947, 1949-1951)
- 2 victòries al British Experts Trial (1950, 1954)
- 1 victòria al Motocross des Nations (1947)